# WASP-20
WASP-20 — одиночная звезда в созвездии Кита на расстоянии приблизительно 685 световых лет (около 210 парсеков) от Солнца. Вокруг звезды обращается, как минимум, одна планета.

## Характеристики
WASP-20 — жёлто-белая звезда спектрального класса F9. Видимая звёздная величина звезды — +10,68m. Масса — около 1,2 солнечной, радиус — около 1,392 солнечного. Эффективная температура — около 5950 K, металличность звезды оценивается как 0. Возраст звезды определён около 7 млрд лет.

## Планетная система
В 2011 году у звезды обнаружена планета (WASP-20 b).